# Knut Sirevåg
Knut Sirevåg (Bryne, 26 agosto 1978) è un ex calciatore norvegese, di ruolo difensore.

## Carriera

### Club
Sirevåg vestì per l'intera carriera la maglia del Bryne, squadra della sua città natia. Esordì nella Tippeligaen il 19 aprile 2000, quando fu titolare nella sconfitta casalinga per 1-2 contro il Bodø/Glimt. Segnò la prima rete nella massima divisione il 16 luglio dello stesso anno, nella sconfitta per 4-2 contro lo Start. Rimase in squadra fino al termine del campionato 2006.

### Nazionale
Conta 3 presenze per la Norvegia under 21. Esordì il 3 febbraio 1998, sostituendo Ragnvald Soma nel pareggio per 1-1 contro la Danimarca under 21.